# Ресен (област Велико Търново)
Вижте пояснителната страница за други значения на Ресен.
Рѐсен е село в Северна България. То се намира в община Велико Търново, област Велико Търново и според данните на НСИ към 15.9.2022 г. е третото по големина село в областта след Първомайци и Драганово.

## География
Село Ресен се намира в долината, където река Негованка се влива в река Росица. Климатичните условия благоприятстват за отглеждането на зеленчукови и овощни култури. Изключително разнообразна и красива природа. Климатът е умереноконтинентален – типичен за Дунавската равнина. Село Ресен се намира на 18 km северно от Велико Търново. На 15 km от Ресен се намира античният град Никополис ад Иструм.

## Води
През землището на село Ресен текат реките Росица, Негованка и Бохот. Те често прииждали и заливали голяма част от селската мера, причинявали големи щети на стопаните, а понякога заливали и цялото село. Запазени са много спомени за наводнения. Ресен се е заселило, когато големият завой на р. Росица бил вече трайно оформен и представлявал естествена охрана за населението му. Именно в този голям завой, който имал формата на рог и бил открит само от южната страна, се заселило населението.

## Административно деление
Село Ресен е съставено от три махали, възникнали в различно историческо време. Най-стара е Роговската махала. През турско време е известна под името Ресна (Ресен), а в старите църковни регистри селото е било записано Ресен, на това основание жителите му биват наричани „реснени“. Може да се вярва, че началото на селището идва от IV – V в. пр. Хр. Втората махала е Славянската, известна в старите турски регистри от XV в. под името Речин. Тя възникнала през VIII – X в. Третата, Турската махала е възникнала през XVII – XVIII в. и вероятно е от помохамеданчили се реснени. През 50-те години на XX век е изградена и т.нар. Баренска махала в южната част на селото. Там са настанени преселници от село Бара (Севлиевско), което е залято от строения тогава язовир „Александър Стамболийски“.
В селото съществуват 66 именовани улици.

## История

### Възникване и име на селото
Още през 1927 г. Данаил Попов в своите „Исторически бележки за написване кратка история на с. Ресен“ пише: „По предание се знае, че първият поселник е бил някой си куман (каракачанец) – пастир на добитък. След като констатирал, че в околността на селото има изобилна и сочна трева, той построил кошара (даяма). Около неговата кошара се застроили още няколко български кошари. По този начин възникнало първото селище Ресен.“
По въпроса за името на Ресен той пише: „Село Ресен откъде точно е придобило наименованието си, не се знае и с положителност не може да се установи, защото то е старо славянско селище, а от корена на думата „рес“ произлизат много славянски думи с различно значение. По предание наименованието му произлиза от това, че първият му основател, някой си куман (каракачанец) е носел по дрехите си ресни, откъдето се смята, че етимологически произлиза думата „Ресен“. Това гледище не се възприема от всички, защото ресните на някогашния каракачанец не са такъв характерен белег, който би се наложил върху наименованието на едно селище.
Според друга легенда името на селото произлиза от това, че в миналото на женската носия са присъствали вече споменатите ресни, които явно са се превърнали в символ на селото.
Няма съмнение, че селото е славянско и християнско. Това потвърждават и първите писмени сведения за Ресен. В такъв случай трябва да приемем, че славянско е и името му. Очевидно произлиза от „реса“ и през турско – Ресна, Ресена.
Има съмнения за тракийски произход на името на Ресен, но тези съмнения не са доказани и това е само предположение на историците.
„Най-ранните сведения за селото датират от средата на XV в. То било 60 – 80 къщи, когато съседните села били от 3 до 15 – 20 къщи, следователно било едно от големите за времето си села. Това ни дава основание да приемем, че то е съществувало по време на Втората българска държава и било дори твърде голямо за времето си. Никъде обаче не срещаме името му сред градовете-крепости от това време, а има данни, че и Ресен е имало своя крепостна стена. Стари хора разказват, че се натъкнали на някакъв широк каменен зид, който минавал през дворовете им. За голямо съжаление тази стена не е освидетелствана археологически, а това ни налага да работим с хипотези, а именно, че тя има твърде старинен, тракийски произход. Била е разрушена от римляните или по време на „варварските нашествия“ и по-късно никога не е станало нужда да бъде възстановена.“ Така мисли ресенският историк Стефан Минчев.
Има едно сигурно доказателство, че Ресен е по-старо селище от Никополис ад Иструм, което заслужава особено внимание. Пак в старинната част на селото е намерено съкровище от около 3,5 kg – сребърни тетрадрахми (монети) във формата на щит с диаметър 35 – 40 mm с образа на Александър Македонски в орнаментирана рамка, а от другата страна – надпис Владетел на Македония, обграден с венец с дъбови листа, сечени през времето на Лизимах – края на IV и началото на III в. до н.е. Съкровището е намерено от Йосиф Тодоров Мидов и Витан Витанов през 1938 г. в областта Градините, на дълбочина 1,5 m. Този факт говори, че на това място в IV в. до н.е. са живели хора, които са могли да притежават съкровище като посоченото. При изкопни работи за водоснабдителна мрежа били разкрити няколко землянки, които произхождат може би от още по-ранно време, ако се съди по примитивния им вид.

### Османска власт. Епоха на Възраждането
В един турски документ, озаглавен: „тефтер за събиране на поголовния данък – 27.10.1618 г.“, село Ресен е отбелязано с „60 данъчни дела“, т.е. 60 домакинства. През 1770 г. неконтролируеми военни поделения носещи името редифи опожаряват църквата в селото. Като научили за грозящата ги опасност, хората от Ресен, организирани от Цвятко Паша, закопали ценностите си и покъщнината в земята и избягали да се укрият в съседните гори. Цвятко Паша останал в селото, но като преминала опасността и хората се завърнали, сина му Аврам намерил окървавения му труп сред двора. Опожарена и съборена била и църквата, която била голяма и хубава, от времето на Иван-Асен II.
Административната власт се упражнявала от Одаята (Общинско управление). Тя се намирала в двора на стария турски род Чорбаджиолу. Там се провеждали различни съвещания. Там ходел на доклад по селските работи и българският чорбаджия на Ресен. Тук бил длъжен да се отбие всеки пътник от друго селище, за да се разбере от турците какъв е и по каква работа минава през селото. Всеки местен жител, който допуснел нарушение на турските закони и наредби, бил откарван от заптиетата в Одаята за разпит. Често на провинения налагали освен глоба и телесни наказания.
Основният поминък на населението през XVIII и XIX в. е земеделието и скотовъдството. По-разнообразни били оръдията на труда. Освен дървеното рало, мотиката и сърпът сега се споменава за паламарка, чапа, калъстир, косер, вила, лопата, гребло и др. Произвеждали се същите култури: пшеница, ечемик, просо, овес. Нова култура била царевицата, пренесена от Америка и завладяла цяла Европа. Лозарството било сравнително по-добре развито.
Излишъците от селскостопански произведения и домашните животни селяните продавали на пазара в Ресен, Търново, Свищов, а по-късно и в Горна Оряховица. От града купували газ, сол, ориз, катран, бакър, бакалски стоки – маслини, рошкови и др., които не могли да се произведат на село.
През XVIII и XIX в. в селото имало обособени редица занаяти: ковачество, коларство, кожухарство, абаджийство, тюфекчийство (ремонт на оръжия), бъчварство. Почти всички занаятчии работели на ишлеме (с материали на клиента) и упражнявали занаята си в дома на клиента. Производството им нямало стоков характер. Само ковачите имали малки схлупени работилнички на полуоткрито.
Всички занаяти по време на османската власт били ръчни. Твърде интересни са занаятчийските инструменти, които представляват голяма ценност за нашия музей, макар още да не са в експозицията.
Всички видове плат се изработват по домашен начин и тук производителната сила били жените. В тъкането, шиенето, везането те показвали цялото си изкуство. Техни познати оръдия на труда били: хурката, махалката, даракът, станът с всичките му принадлежности.
Транспортът се осъществявал само с биволски коли. Стоките се докарвали предимно от Свищов, Русчук и Търново. Цели кервани тръгвали от Русчук или Свищов за Пловдив.
Съществуват веществени доказателства и предание, че Ресен имало голяма и хубава църква от времето на Иван-Асен II, но редифите я опожарили и съборили в 1770 г. Близо 70 години реснени извършвали религиозните си обреди на открито, а за лошо време приспособили една плевня, но към 1832 г. възникнал въпросът за построяване на нова църква. Населението събрало необходимите материали и средства и през 1835 г. започнал стоежът в двора на старото училище „Св. св. Кирил и Методий“. Скоро строежът бил спрян по 2 причини. Първата е била появяването на болестта чума, която накарала населението да се премести за известно време да живее на полето в землянки. Втората причина е била политическа. Турците, като разбрали, че българите строят храм, се противопоставили и спрели строежа. Тогава населението избрало двама делегати, които изпратило в Цариград, за да издействат разрешението за строенето. Делегатите постигнали целта си и получили разрешение под формата на ферман. И така с прекратяването на върлуващата болест и полученото разрешение за строенето на храма ни, предполага се, че църквата е завършена през 1838 г. и е носила името на съвременната църква в село Ресен – „Св. Димитър“.
Тази църква била вкопана дълбоко в земята и имала дебели каменни стени. Вместо прозорци имала тесни отвори в стените – мазгали. Църквата имала две отделения: за мъже и за жени. Богослужебните и книги били донесени от Русия (оттогава голяма част от тях се съхраняват в новата църква). Била съборена през 1926 г. и строителните материали се използвали за построяването на оградата на новия църковен двор и двора на старото училище. Тази подробност е нужна, за да се видят и сега фрагменти от колоните и нишите и в посочените огради.
За разлика от турското население сред българите твърде рано се събудил интерес към просветата и образованието. Къде се е учил поп Никола Каракашев, не е известно, но едни косвено доказателство ни насочва към манастирите около Търново. Не е изключено обаче освен манастирските училища да е имало и частни училища. Иначе няма как да се обясни желанието на чорбаджията Цачо Каланов да отвори училище в собствения си дом, без сам той да е учител.
Пръв учител на Цачо Каланов бил един калугер от Рилския манастир. Той събирал по няколко деца в дома на чорбаджията и ги учел на църковнославянски език.
През 1837 г. била построена килия от плет при църквата, която била превърната в килийно училище. През 1840 г. се оказала тясна, била съборена и на нейно място построена нова килия с камбанария.
По време на стоежа училищния живот не прекъснал – даскал Цачо Павлов учил децата в своя дом. Новата килия просъществувала до 1926 г. Обстановката вътре била много проста: учениците сядали на дъски, поставени върху кирпичи и пишели върху пясък. Това училище било посещавано от 30 – 40 ученици, само момчета. Издръжката на училището била от училищните имоти, подарени от много местни селяни, които изпращали децата си на училище. Този факт говори твърде много за нарасналия интерес към образованието.
Има едно име на възрожденец, което историците не са отбелязали, но делото му надхвърля столетието и преминава в историята. Името на Димо Василев Рогев е свързано с основаването на ново българско училище и читалище в Ресен и подготовката за участие в Априлското въстание.
Димо Рогев учителствувал в с. Хотница, където успял да организира построяването на ново училище. По-късно ресенци го помолили да стане учител в Ресен, като му обещали по-високо възнаграждение. Той приел, но при условие, че се построи ново училище. Предложението на Димо Рогев било прието и рано през пролетта на 1874 г. започнал строежът на новото училище. Турските власти дали разрешение за строежа при условие сградата да не е по-висока от Одаята. В това условие се влага известно символично значение: раята не бива да стои по-високо от агата. Но тъй като духът на времето бил именно такъв и за да се докаже, че раята не ще търпи повече игото, решили тази постройка да се вдигне над Одаята, т.е. да се изгради на два етажа. В една лунна нощ вторият етаж бил изграден и покрит. На другия ден турците били изумени. Сградата били по-висока от Одаята. Заплашвали с глоба, съд, заточение, но българите знаели тяхната слабост – рушвета и умело го използвали. Позовали се на съществуващия закон, че покрита сграда не се събаря, а само се глобява нарушителят. Най-много обвинявали Димо Рогев. Намесил се и Хаджи Съби, думата на когото минавала пред турците, и работата била потушена.
Впоследствие училището било наречено „шарено“, защото е облицовано с червени и шарени тухли. Сега в него се помещава ресенския музей.
През 1874 г. Учителят Рогев открил към училището просветно дружество под името „Славейче“. В него членували предимно младежи, завършили килийното училище, останали неудовлетворени от наученото там. Те се събирали в определени дни от седмицата и провеждали занятия по програма, съставена от Рогев. Занимавали се счетене, писане, смятане и приказване на говоримия език. Не е трудно да се разбере какво е било предмет на приказките им, като се има предвид, че из средата на тези младежи била организирана от Дими Рогев чета от 22 души, за де се включи в Априлското въстание с център Горна Оряховица. Известни са имената само на някои от четниците: Еньо Бонев Марков, Димо Василев Рогев (който всъщност бил родом от Лясковец), Констандин Георгиев Копаранов и Йордан Пашов. Четата била снабдена с оръжие, но не се включила във въстанието поради провала на Горнооряховския комитет. Георги Измирлиев и Пановчето били заловени и обесени. Стефан Стамболов, който се укривал в Самоводене, заедно с двама-трима комити потърсил убежище в Ресен. Дълго време се крил във водоснабдителния канал на Никополис ад Иструм над селото.
След Дряновската епопея и залавянето на Бачо Киро арестуван бил и Димо Рогев. През пролетта на 1876 г. заптии нахълтали в класната стая, вързали му ръцете пред изплашените ученици и го отвели в търновския затвор. След три месеца е освободен от затвора и станал учител до Освобождението в с. Долна Оряховица.
Ресен е освободено на 6 юли 1877 г. от нощуващата в Никюп Казашка бригада на Чернозубов. На 7 юли 1877 г. пристигнал в Ресен обозът на Предния отряд, охраняван от 5 и 6 Опълченски дружини, и се установил за дълго време в селото, на левия бряг на р. Росица.

## Население
Численост на населението според преброяванията през годините:
| \| Година на преброяване \| Численост \| \| --------------------- \| --------- \| \| 1934 \| 3786 \| \| 1946 \| 3898 \| \| 1956 \| 3983 \| \| 1965 \| 4150 \| \| 1975 \| 3755 \| \| 1985 \| 3314 \| \| 1992 \| 2940 \| \| 2001 \| 2475 \| \| 2011 \| 1962 \| \| 2021 \| 1760 \| |           |
| Година на преброяване | Численост |
| 1934 | 3786      |
| 1946 | 3898      |
| 1956 | 3983      |
| 1965 | 4150      |
| 1975 | 3755      |
| 1985 | 3314      |
| 1992 | 2940      |
| 2001 | 2475      |
| 2011 | 1962      |
| 2021 | 1760      |

### Етнически състав
Преброяване на населението през 2011 г.
Численост и дял на етническите групи според преброяването на населението през 2011 г.:
|                     | Численост | Дял (в %) |
| Общо                | 1962      | 100.00    |
| Българи             | 1611      | 82.11     |
| Турци               | 134       | 6.82      |
| Цигани              | 18        | 0.91      |
| Други               |           |           |
| Не се самоопределят |           |           |
| Неотговорили        | 189       | 9.63      |

## Бит и култура
Праисторията и историческото време са две обширни епохи, в които историята на отделното селище изглежда твърде миниатюрна. Като изведем обаче белезите, останали от това време в селището, намираме мястото му в епохата. И така, по нашите земи, в точност в землището на Ресен, е имало живот, откак свят светува. Буйната растителност в поречието на Росица и Негованка предлага активна събирателска дейност на първите поселници, бойните брадвички и чукове, намерени в землището, говорят за обособяването на специфична дейност – лов, риболов и борба със себеподобните за запазване на периметър на ползваните от рода блага, които природата предлага. Това означава, че имаме вече и родова организация, а войната става едно от средствата за оцеляване.
Населението в териториите на Ресен преминава в 3 етапа: първи по нашите земи са били траките, след тях славяните и накрая прабългарите. Сегашното ресенско население е единообраз на тези 3 племена, като тракийските черти са силно заличени.
Главният поминък в Ресен, още от дълбоко минало бил земеделието и скотовъдството. Природните условия благоприятствали за това. Почвата била и продължава да бъде плодородна, предимно черноземна; климатът континентален – лете температурата е достигала до +43 °C, а зиме до -30 °C.
Ресенци били трудолюбиви хора. От края на XVIII – началото на XX век земята била частна собственост. Стопаните притежавали обикновено по 30 – 50 дк., а някои имали и над 100 дк. обработваеми земи. Основните земеделски култури били зърнените храни – жито (пшеница), ечемик и царевица. Ръж почти не се сеел.
Скотовъдството било по-слабо развито. Отглеждали се главно овце, а воловете, биволите, конете и малкото магарета служели за работа, превоз и транспорт. Овцете се използвали за вълна, мляко и месо. От кожите им се правело кожуси. Почти всеки стопанин в селото имал по 15 – 30 и повече овце.
Във всяко домакинство отглеждали домашни птици – кокошки, пуйки, патки, юрдечки и обичайните култури – домати, пипер, моркови, зеле и др. зеленчуци.
Основната храна на ресенци била хлябът – за по-бедните ечемичен и царевичен (просеник), а за останалите пшеничен хляб. Всяко домакинство само приготвяло хляба си – около 5 – 8 самуна седмично. Други тестени изделия, които се приготвяли в Ресен били краваите и козунаците.
Друга обичайна храна за населението на Ресен било млякото и млечните продукти (както и в наши дни): сирене, шумик (извара), кисело мляко и др. Най-често се използвало овче, краве и биволско мляко. Друга храна била месото, което се употребявало по-рядко, главно по празници и при по-особени случаи. Най-често за храна служело месото от домашните птици, агнешко и свинско. Агнешкото месо по традиция се ядяло на Гергьовден и Димитровден (когато е и събора на селото) и свинско за Коледа и след коледните празници.

## Архитектура
Жилищните сгради в Ресен по отношение на големината, стила, разпределението, и уредбата били няколко вида. Най-старите и примитивни жилища били построени върху набой на земята. Такива били жилищните сгради на няколко цигански семейства и на по-бедните хора. Те обикновено били изградени от плет, измазан с кал и белосан с бяла пръст. Пред самото жилище се правел набой – землен перваз, замазан с пръст и говежда тор. Този примитивен тип жилища имал само една стая (соба, одая), измазана отвътре с бяла пръст и била осветявана само от едно прозорче.
Друг по-късен и по-усъвършенстван тип били двукатните жилища. Те обикновено били ориентирани на юг. Долният кат бил вкопан в земята на дълбочина около 0,80 м, а към горния кат водела външна стълба. Конструкцията но този вид къщи е била следната: основите са били от камък с кална зидария, а надстройката от кирпич. Покривът е бил от турски керемиди. Подът обикновено бил пръстен, таванът от греди с наковани върху тях дъски, а над дъските – каратаван (мазилка-дебел слой от кал). Този тип жилища са се строили до Балканската война.
Друг още по-усъвършенстван тип жилища започват да се строят в началото и второто десетилетие на 19 в. По вид устройство и разпределение те не се различават много от предшестващия тип, но по размери са по-големи от тях. Те са били с по-здрава конструкция, с по-широки и дълги прозорци, с издаден навън широк балкон, с дъсчен под и таван, с табладни врати. По това време в строежа започват да навлизат тухлите и марсилските цигли, изработени в местната циглена и тухлена фабрика „Росица“ на братя Михайлови и Пъневски.
След Първата световна война, между 1918 и 1925 г., се е наложил по-нов тип къщи – на два етажа, като долния служил за жилище на старите. Кирпичът, като строителен материал окончателно отстъпил на тухлите и циглите. Наред с външното стълбище се появило и вътрешното. Започнало да се обръща повече внимание на външния вид на къщата – правили се повече прозорци, украсявал се покрива, появили се железните улуци. Този тип къщи продължава да съществува и днес. Мостът над река Росица е завършен през 1926 година.

## Обществени институции
Сградата на детската градина на селото са изключително подходящи за деца. ОУ „Христо Ботев“ със специализирани кабинети, парк и игрища.
Трима отдавна вече покойници трябва да си спомним; учителите Данаил Попов, Енчо Каланов, Иван Йосифов дали много от себе си за обучението и възпитанието на редица поколения. Почит и уважение към Милка Йосифова, която отдаде целия си трудов стаж на това училище.
Църквата „Св. Димитър Солунски“ е от XV в., (реставрирана е през 2006 г.).
Площадът на с. Ресен е обновен през 2007 г. В с. Ресен има клубове на пенсионера и инвалида, през 2008 г. е открит и младежки клуб.

## Културни и природни забележителности
- Етнографски музей: Преди да стане Етнографски музей сградата се води като Старото училище. Преди Девети септември то е било Земеделско училище.
- Народно читалище „Народна просвета“: Читалището е основано през 1874 г. от Димо Василев Рогев като просветно дружество „Славейче“. През 1893 г. става читалище „Росица“, през 1945 г. – НЧ „Народна просвета“. Съдебна регистрация под № 1185/97 г. Великотърновски Окръжен съд. Под № 419 е вписано в Регистъра на читалищата в МК. Обща застроена площ 798 m² с право на безвъзмездно ползване, учредено от Община – Велико Търново за 10 години. Населението на село Ресен е будно и жадно за културен живот. С умиление можем да си спомним самодеецът Божан Гаргов, който със сърце и душа работеше неуморно в читалището. Или за Никола Банзаров, който много години привличаше в киносалона реснени с интересни филми.

## Редовни събития
- Всяка година на Димитровден в Ресен се провежда традиционен общоселски събор. Празникът е избран в чест на светеца Свети Димитър, чийто име носи селската църква.

- На 3 март се чества празника на Освобождението.

## Други
През 2000 г. е публикувана книгата „Родовете на Ресен“ от реснянина Стефан Минчев. Тиражът е 500 бройки.
Край селото има дълбок сондаж за топла вода ползван преди 1989 за отопление на парници, сега консервиран, намира се вдясно преди моста на изхода на север.

### Спорт
Футболния отбор на селото ФК Ресен се състезава на аматьорско равнище в областните групи на Великотърновски регион. След 10-годишно прекъсване отборът е възстановен през 2010 г.

## Личности
- Ангел Папазов – офицер (полковник, във флота капитан I ранг), участвал в Първата световна война, военноморски преподавател, вр. нач. на Морското училище (1944), вр. нач. на Дунавски флот (1946)
- архимандрит Георгий Калбанов – игумен на Преображенския манастир
- Ефтим Чукалов – офицер (капитан), участвал в Балканската, Междусъюзническата и Първата световна война
- Лазар Тауков – офицер (капитан), участвал в Балканската, Междусъюзническата и Първата световна война
- Милко Божков, художник
- Михаил Михайлов, общественик, дългогодишен учител, краевед и спортен журналист
- Стефан Папазов – офицер (майор), участвал във Втората световна война, командир на батареи и отделения в брегови арт. полк